# أنالي لارسون
أنالي لارسون (بالسويدية: Annelie Larsson)‏ هي مجدفة سويدية، ولدت في 23 أغسطس 1964 في ستوكهولم في السويد.

## وصلات خارجية
- أنالي لارسون على موقع الاتحاد الدولي للتجديف (الإنجليزية)
- أنالي لارسون على موقع أوليمبيديا (الإنجليزية)
- أنالي لارسون على موقع اللجنة الأولمبية السويدية (السويدية)